# Krasny Tschikoi
Krasny Tschikoi (russisch Кра́сный Чико́й) ist ein Dorf (selo) in der Region Transbaikalien in Russland mit 7063 Einwohnern (Stand 14. Oktober 2010).

## Geographie
Der Ort liegt etwa 380 km Luftlinie südöstlich der Regionshauptstadt Tschita südlich des knapp 1500 m hohen Malchankammes (Malchanski chrebet) am rechten Ufer des Selenga-Nebenflusses Tschikoi.
Krasny Tschikoi ist Verwaltungszentrum des Rajons Krasnotschikoiski sowie Sitz und einzige Ortschaft der Landgemeinde Krasnotschikoiskoje selskoje posselenije.

## Geschichte
Das Dorf wurde 1670 als erste Ortschaft am Tschikoi von nach Osten vordringenden Russen gegründet. Später siedelten sich auch Burjaten an, ab 1754 auch eine größere Zahl von aus den westlichen Teilen des Russischen Reiches stammenden Angehörigen der altorthodoxen Glaubensgemeinschaft der Semeiskije. 1926 wurde das Dorf Verwaltungssitz eines Rajons, 1933 erhielt es seinen heutigen Namen; zugleich wurde der Rajon umbenannt.

### Bevölkerungsentwicklung
| Jahr | Einwohner |
| ---- | --------- |
| 1902 | 1587      |
| 1926 | 1409      |
| 1939 | 2744      |
| 1959 | 3845      |
| 1970 | 4285      |
| 1979 | 5461      |
| 1989 | 6693      |
| 2002 | 7133      |
| 2010 | 7063      |

Anmerkung: Volkszählungsdaten

## Verkehr
Einige Kilometer östlich des Dorfes führt die Regionalstraße R425 vorbei, die gut 120 km nördlich bei Baljaga (auch Station der Transsibirischen Eisenbahn), unweit der Stadt Petrowsk-Sabaikalski, von der Fernstraße M55 abzweigt und ab  Krasny Tschikoi gut 110 km das rechte Tschikoi-Ufer aufwärts bis Jamarowka verläuft.